# Алексино (Переславский район)
Алексино — село в Переславском районе Ярославской области при речке Тошме.
Население на 1 января 2007 года — 21 человек.

## История
В писцовых книгах 1628—1629 года за боярином Иваном Васильевичем Морозовым записана пустошь, что было село Алексино на Тошме. На основании этой записи можно думать, что Алексино существовало уже в XVI столетии и причиной его запустения могло быть Литовское разорение, постигшее край в начале XVII века. К концу этого века Алексино восстановилось и население его было уже довольно значительно, как это видно из переписных книг 1678 года, в которых Алексино значится за боярином князем Михаилом Юрьевичем Долгоруким.
Церковь в Алексине построена в 1671 году помещицей вдовой Стефанидой Семёновной Морозовой, освящена в честь Покрова Пресвятой Богородицы. Через сто лет после устройства первой церкви в 1779 году в Алексине построена была новая деревянная же церковь, которая существовала там до 1826 года.
В 1826 году усердием прихожан устроен каменный храм. Престолов в этом храме три: в холодном в честь Покрова Пресвятой Богородицы, в приделах холодных же в честь Святой Живоначальной Троицы и во имя святителя Димитрия Ростовского.

## Население
| 1859 | 1905 | 1926 | 2007 | 2010 |
| ---- | ---- | ---- | ---- | ---- |
| 291  | →291 | ↗398 | ↘21  | ↗22  |